# Ондангва
Ондангва (нем. Ondangua) — город в области Ошана северной части Намибии, на границе региона Ошикото. Расположен примерно в 80 км от ангольской границы, Ондангва.

## История

### До эпохи апартеида
В 1870 году недалеко от Ондангва, проводилась первая христианская (лютеранская) миссия в Овамболенде, была создана лютеранская церковь.

### Во время апартеида
Во время намибийской войны за независимость Ондангва являлся главным театром боевых действий между повстанческим движением Юго-Западной Африки Народной организации СВАПО и южноафриканских сил обороны САДФ.

## География

### Климат
Ондангва имеет засушливом климате (БШ, в соответствии с классификацией Кеппена климата), с жарким летом и теплой зимой. Среднегодовое количество осадков составляет 447 мм (18 дюймов), при этом большинство осадков происходит в основном в летнее время.
| Показатель                    | Янв.  | Фев.  | Март | Апр. | Май  | Июнь | Июль | Авг. | Сен. | Окт. | Нояб. | Дек. | Год   |
| ----------------------------- | ----- | ----- | ---- | ---- | ---- | ---- | ---- | ---- | ---- | ---- | ----- | ---- | ----- |
| Средний суточный максимум, °C | 32,0  | 31,2  | 30,7 | 31,2 | 29,0 | 26,2 | 26,6 | 29,4 | 32,7 | 34,3 | 33,4  | 32,2 | 30,7  |
| Средняя температура, °C       | 25,5  | 25,0  | 24,4 | 23,9 | 20,5 | 16,7 | 16,4 | 18,9 | 22,8 | 25,2 | 25,6  | 25,5 | 22,5  |
| Средний суточный минимум, °C  | 19,1  | 18,8  | 18,1 | 16,5 | 12,1 | 7,2  | 6,1  | 8,4  | 12,9 | 16,2 | 17,8  | 18,7 | 14,3  |
| Норма осадков, мм             | 105,8 | 109,5 | 92,3 | 27,2 | 3,2  | 0,5  | 0,0  | 0,0  | 1,2  | 11,2 | 45,0  | 53,0 | 448,6 |
| Источник: ,                   |       |       |      |      |      |      |      |      |      |      |       |      |       |

## Экономика и развитие
В Ондангва есть торговый центр, большой открытый рынок, а также несколько туристических объектов.
Многие местные органы власти для Ошана и Ошикото регионов находятся в городе, например, Министерство образования и полиции.
Ондангва остаётся важным транзитным пунктом для работников Овамбо. В 170 милях (274 км) к юго-востоку расположен свинцово-шахтёрский город Тсумеб.
С момента обретения независимости, правительство размещает новые промышленности на севере страны, для создания рабочих мест и улучшения инфраструктуры. Построено три новых профессиональных учебных заведений для молодёжи в области: шитье, кулинария, и интернет-технологий.

## Транспорт
Имеется железнодорожная линия между Виндхук и Ондангва, которая работает с 11 мая 2006 года. Пассажирские поезда раз в неделю следуют по этому маршруту туда и обратно.
В 2001 году планировалось начать строительство железнодорожной линии, чтобы связать Тсумеб с Ондангва, с дальнейшим следованием в Анголу.

## Религия
В городе имеется Коптская православная церковь.

## Известные жители
- Эдди Амконго
- Элифас Каулума